# Setaria rigida
Setaria rigida är en gräsart som beskrevs av Otto Stapf. Setaria rigida ingår i släktet kolvhirser, och familjen gräs. Inga underarter finns listade i Catalogue of Life.